# Noiron-sur-Seine
Noiron-sur-Seine település Franciaországban, Côte-d’Or megyében. Lakosainak száma 59 fő (2022. január 1.). Noiron-sur-Seine Gomméville, Pothières, Bouix és Charrey-sur-Seine községekkel határos.

## Népesség
A település népességének változása:
| Lakosok száma | 131  | 109  | 98   | 91   | 81   | 78   | 72   | 65   | 63   | 59   |
|               | 1968 | 1982 | 1990 | 2006 | 2013 | 2015 | 2017 | 2019 | 2020 | 2022 |